# Ruth Warrick
Ruth Elizabeth Warrick, född 29 juni 1916 i Saint Joseph, Missouri, död 15 januari 2005 på Manhattan i New York, var en amerikansk skådespelare.
Ruth Warrick har en stjärna på Hollywood Walk of Fame vid 6689 Hollywood Boulevard.

## Filmografi
- 1941 – En sensation (Citizen Kane)
- 1941 – De korsikanska bröderna
- 1943 – The Iron Major
- 1943 – Petticoat Larceny
- 1943 – Farlig medpassagerare
- 1943 – Till nu och för evigt
- 1944 – Gäst i huset
- 1944 – Secret Command
- 1944 – Eldprovet
- 1945 – Under Kinas himmel
- 1946 – Sången om Södern
- 1946 – Hårda bud
- 1946 – Farlig semester
- 1947 – Hans älskarinna
- 1948 – Triumfbågen
- 1949 – Swingens mästare
- 1950 – Tre fruar om en älskare
- 1950 – I dansens virvlar
- 1966 – Brännmärkt för livet
- 1968 – Mannen från UNCLE (TV-serie) (ett avsnitt)
- 1969 – Westerns största ba(n)kstöt
- 1971–2005 – All My Children (TV-serie) (60 avsnitt)